# آدام ماتیسک
آدام ماتیسک (لهستانی: Adam Matysek؛ زادهٔ ۱۹ ژوئیهٔ ۱۹۶۸) یک بازیکن فوتبال و دروازه‌بان اهل لهستان است.
وی همچنین در تیم ملی فوتبال لهستان بازی کرده‌است.